# Mendionde
Mendionde [mɛ̃djɔ̃d] est une commune française située dans le département des Pyrénées-Atlantiques, en région Nouvelle-Aquitaine.

## Géographie

### Localisation
La commune de Mendionde se trouve dans le département des Pyrénées-Atlantiques, en région Nouvelle-Aquitaine.
Elle se situe à 115 km par la route de Pau, préfecture du département, à 34 km de Bayonne, sous-préfecture, et à 29 km de Saint-Palais, bureau centralisateur du canton du Pays de Bidache, Amikuze et Ostibarre dont dépend la commune depuis 2015 pour les élections départementales.
La commune fait en outre partie du bassin de vie de Hasparren.
Les communes les plus proches sont : 
Macaye (1,7 km), Bonloc (4,1 km), Hasparren (5,0 km), Louhossoa (5,2 km), Hélette (5,6 km), Ayherre (6,8 km), Saint-Esteben (7,3 km), Isturits (8,1 km).
Sur le plan historique et culturel, Mendionde fait partie de la province du Labourd, un des sept territoires composant le Pays basque,. Le Labourd est traversé par la vallée alluviale de la Nive et rassemble les plus beaux villages du Pays basque. Depuis 1999, l'Académie de la langue basque ou Euskalzaindia divise le territoire du Labourd en six zones,. La commune est dans la zone 'Lapurdi Ekialdea (Labourd-Est), à l’est de ce territoire.

### Communes limitrophes
Les communes limitrophes sont  Ayherre, Bonloc, Hasparren, Hélette, Irissarry, Macaye et Ossès.
|        | Hasparren                              | Bonloc  |
| Macaye | Mendionde                              | Ayherre |
|        | Ossès, Irissarry (par un quinquepoint) | Hélette |

Représentations cartographiques de la commune
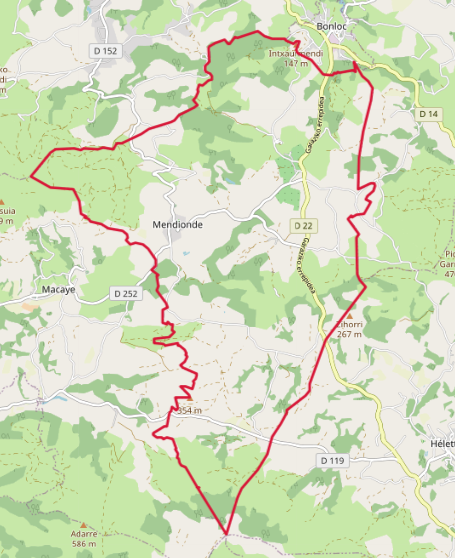
Carte OpenStreetMap.
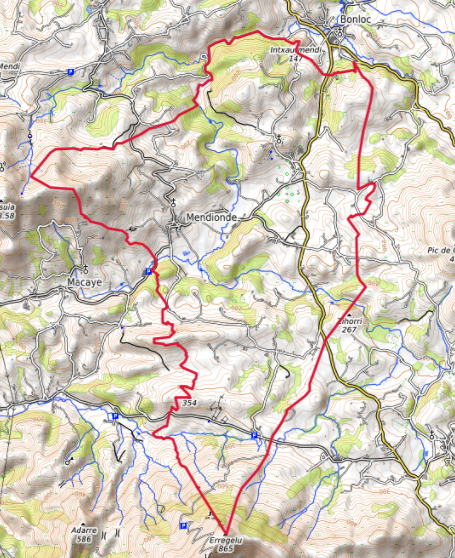
Carte topographique.
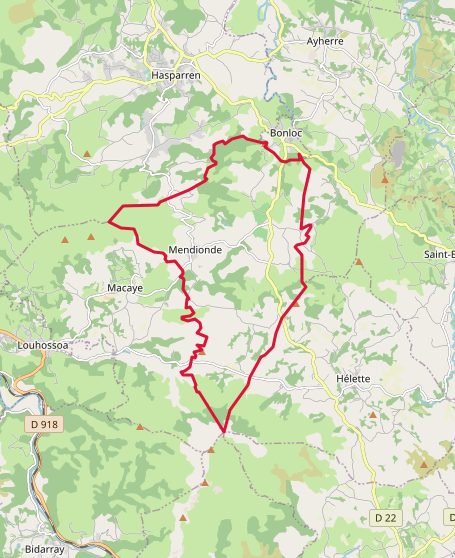
Carte avec les communes environnantes.

### Paysages et relief
Le mont Ursuya (678 m) est accessible à partir de Mendionde.
Paul Raymond mentionne l'Iguelherry, montagne qui s’étend sur Hélette et Mendionde.

### Hydrographie

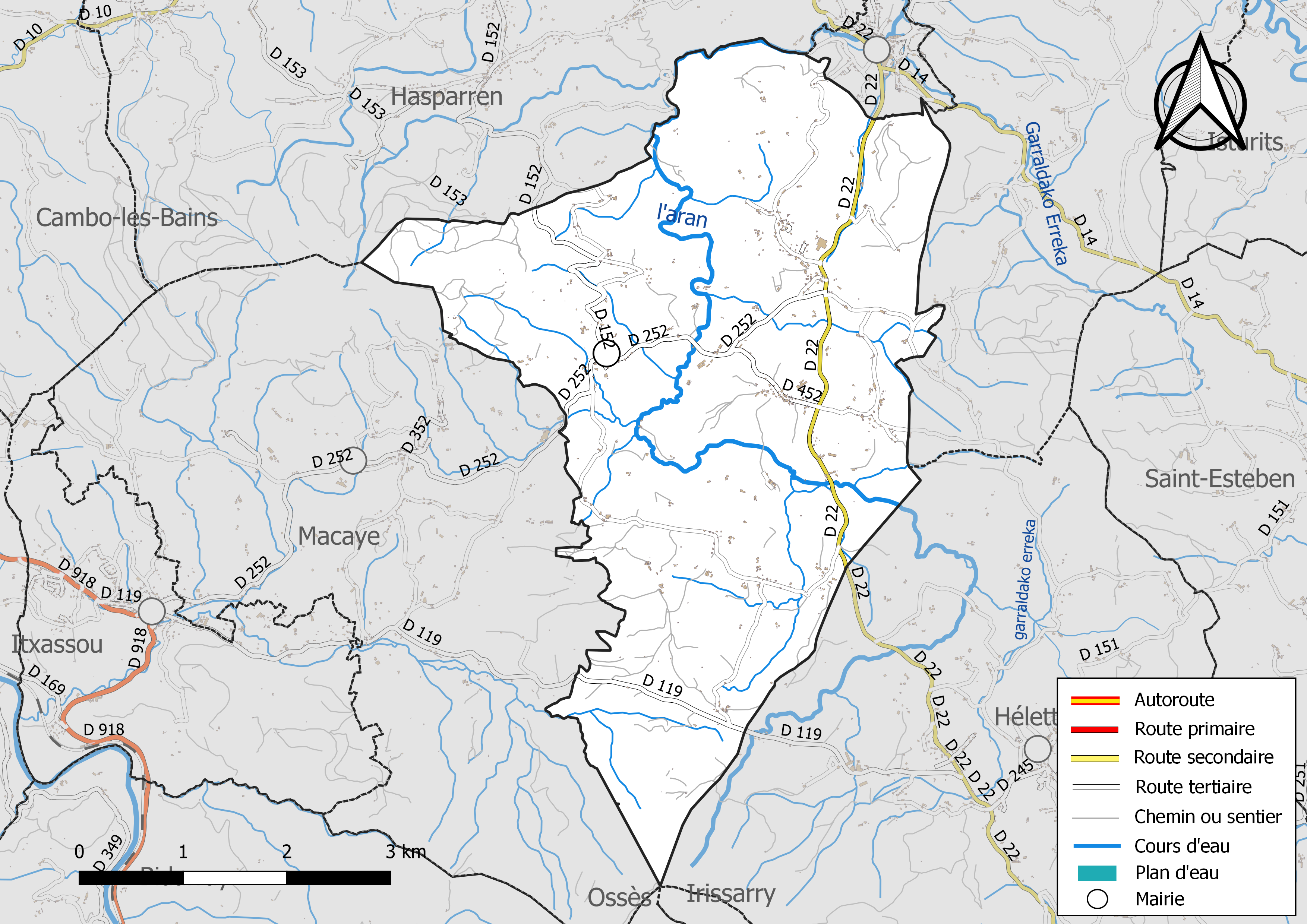
Réseaux hydrographique et routier de Mendionde.

La commune est drainée par l'Aran, un bras de l'Aïnchartéa, un bras de la Joyeuse, la Mouline, et par divers petits cours d'eau, constituant un réseau hydrographique de 32 km de longueur totale,.
L'Aran, d'une longueur totale de 48,3 km, prend sa source dans la commune d'Hélette et s'écoule du sud vers le nord. Il traverse la commune et se jette dans l'Adour à Urt, après avoir traversé 8 communes.

### Climat
Pour des articles plus généraux, voir Climat de la Nouvelle-Aquitaine et Climat des Pyrénées-Atlantiques.
Historiquement, la commune est exposée à un micro climat océanique basque.
En 2020, Météo-France publie une typologie des climats de la France métropolitaine dans laquelle la commune est exposée à un climat de montagne et est dans la région climatique Pyrénées atlantiques, caractérisée par une pluviométrie élevée (>1 200 mm/an) en toutes saisons, des hivers très doux (7,5 °C en plaine) et des vents faibles.
Pour la période 1971-2000, la température annuelle moyenne est de 13,5 °C, avec une amplitude thermique annuelle de 12,8 °C. Le cumul annuel moyen de précipitations est de 1 626 mm, avec 12,7 jours de précipitations en janvier et 9 jours en juillet. Pour la période 1991-2020, la température moyenne annuelle observée sur la station météorologique la plus proche, située sur la commune d'Espelette à 12 km à vol d'oiseau, est de 14,6 °C et le cumul annuel moyen de précipitations est de 1 723,4 mm,. Pour l'avenir, les paramètres climatiques de la commune estimés pour 2050 selon différents scénarios d’émission de gaz à effet de serre sont consultables sur un site dédié publié par Météo-France en novembre 2022.

### Milieux naturels et biodiversité

#### Réseau Natura 2000
Le réseau Natura 2000 est un réseau écologique européen de sites naturels d'intérêt écologique élaboré à partir des Directives « Habitats » et « Oiseaux », constitué de zones spéciales de conservation (ZSC) et de zones de protection spéciale (ZPS).
Trois sites Natura 2000 ont été définis sur la commune au titre de la « directive Habitats », : 
- « la Nive », d'une superficie de 9 473 ha, un des rares bassins versants à accueillir l'ensemble des espèces de poissons migrateurs du territoire français, excepté l'Esturgeon européen[24] ;
- le « massif du Baygoura », d'une superficie de 3 297 ha, un massif montagneux à landes et pelouses exploité par le pastoralisme[25] ;
- « la Joyeuse (cours d'eau) », d'une superficie de 1 444 ha, un réseau hydrographique des coteaux basques[26].

#### Zones naturelles d'intérêt écologique, faunistique et floristique
L’inventaire des zones naturelles d'intérêt écologique, faunistique et floristique (ZNIEFF) a pour objectif de réaliser une couverture des zones les plus intéressantes sur le plan écologique, essentiellement dans la perspective d’améliorer la connaissance du patrimoine naturel national et de fournir aux différents décideurs un outil d’aide à la prise en compte de l’environnement dans l’aménagement du territoire.
Une ZNIEFF de type 1 est recensée sur la commune, : 
les « mont Baigura et crête d'Haltzamendi » (616,19 ha), couvrant 6 communes du département et trois ZNIEFF de type 2,, : 
- les « landes du mont Ursuya » (1 051,97 ha), couvrant 3 communes du département[29] ;
- le « massif du Baigura » (4 200,57 ha), couvrant 7 communes du département[30] ;
- le « réseau hydrographique et vallée de l'Ardanavy » (679,96 ha), couvrant 12 communes du département[31].

## Urbanisme

### Typologie
Au 1er janvier 2024, Mendionde est catégorisée commune rurale à habitat dispersé, selon la nouvelle grille communale de densité à sept niveaux définie par l'Insee en 2022.
Elle est située hors unité urbaine. Par ailleurs la commune fait partie de l'aire d'attraction de Bayonne (partie française), dont elle est une commune de la couronne,. Cette aire, qui regroupe 56 communes, est catégorisée dans les aires de 200 000 à moins de 700 000 habitants,.

### Occupation des sols

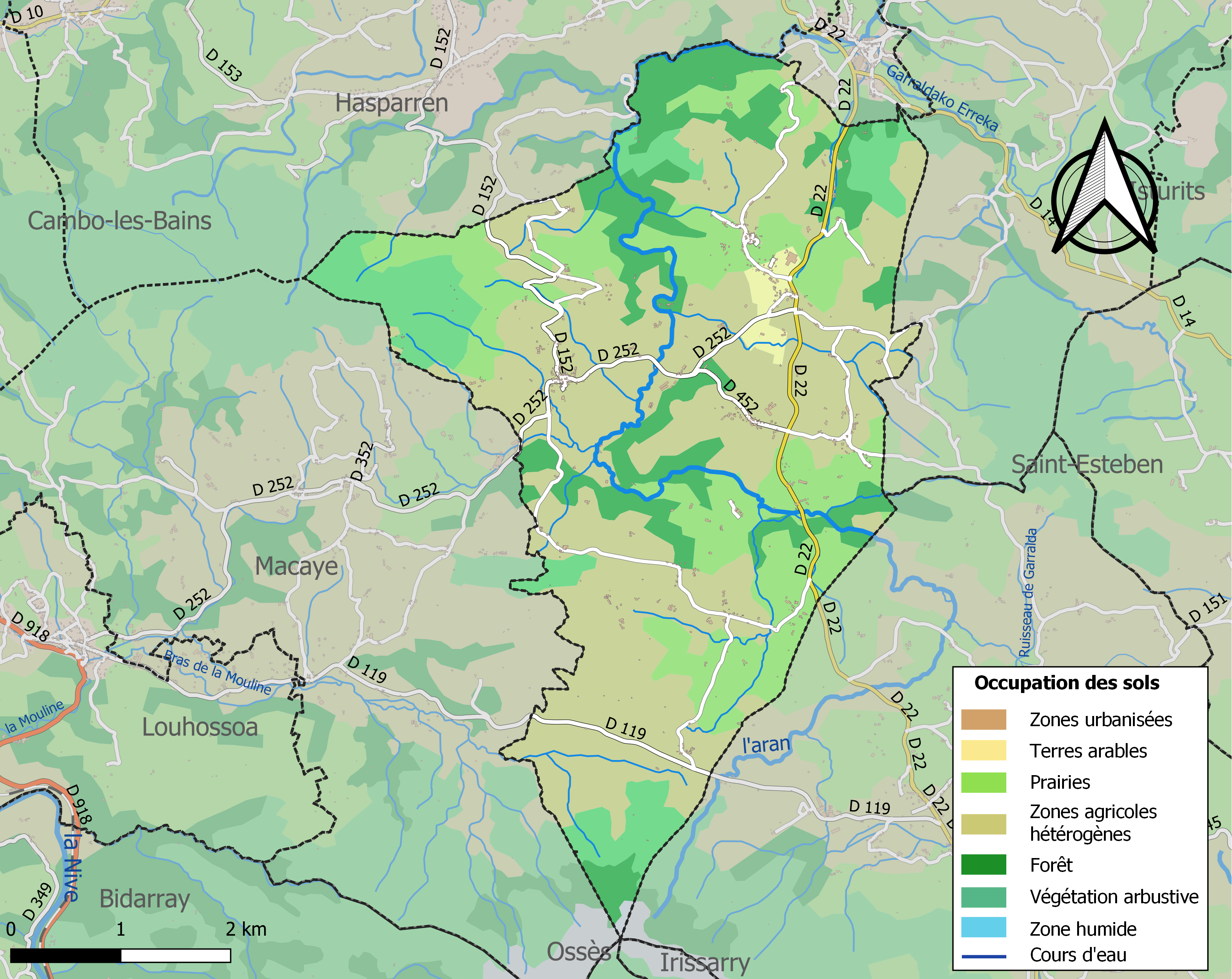
Carte des infrastructures et de l'occupation des sols de la commune en 2018 (CLC).

L'occupation des sols de la commune, telle qu'elle ressort de la base de données européenne d’occupation biophysique des sols Corine Land Cover (CLC), est marquée par l'importance des territoires agricoles (75,1 % en 2018), en augmentation par rapport à 1990 (72,4 %). La répartition détaillée en 2018 est la suivante : 
zones agricoles hétérogènes (51,2 %), prairies (22,6 %), forêts (14,9 %), milieux à végétation arbustive et/ou herbacée (9,8 %), cultures permanentes (1,3 %), espaces ouverts, sans ou avec peu de végétation (0,1 %). L'évolution de l’occupation des sols de la commune et de ses infrastructures peut être observée sur les différentes représentations cartographiques du territoire : la carte de Cassini (XVIIIe siècle), la carte d'état-major (1820-1866) et les cartes ou photos aériennes de l'IGN pour la période actuelle (1950 à aujourd'hui).

### Lieux-dits et hameaux
Cinq quartiers composent la commune de Mendionde :
- Lekorne ;
- Garrobi-Harretxeta ;
- Gerezieta (Greciette sur les cartes IGN) et Attissane ;
- Xerrenda ;
- Basaburu (Basseboure sur les cartes IGN).

### Risques majeurs
Le territoire de la commune de Mendionde est vulnérable à différents aléas naturels : météorologiques (tempête, orage, neige, grand froid, canicule ou sécheresse), inondations, feux de forêts, mouvements de terrains et séisme (sismicité moyenne). Un site publié par le BRGM permet d'évaluer simplement et rapidement les risques d'un bien localisé soit par son adresse soit par le numéro de sa parcelle.
Certaines parties du territoire communal sont susceptibles d’être affectées par le risque d’inondation par une crue torrentielle ou à montée rapide de cours d'eau, notamment l'Aran. La commune a été reconnue en état de catastrophe naturelle au titre des dommages causés par les inondations et coulées de boue survenues en 1982, 1983, 2001, 2009 et 2021,.
Mendionde est exposée au risque de feu de forêt. En 2020, le premier plan de protection des forêts contre les incendies (PDPFCI) a été adopté pour la période 2020-2030. La réglementation des usages du feu à l’air libre et les obligations légales de débroussaillement dans le département des Pyrénées-Atlantiques font l'objet d'une consultation de public ouverte du 16 septembre au 7 octobre 2022,.
Les mouvements de terrains susceptibles de se produire sur la commune sont des affaissements et effondrements liés aux cavités souterraines (hors mines). Afin de mieux appréhender le risque d’affaissement de terrain, un inventaire national permet de localiser les éventuelles cavités souterraines sur la commune.

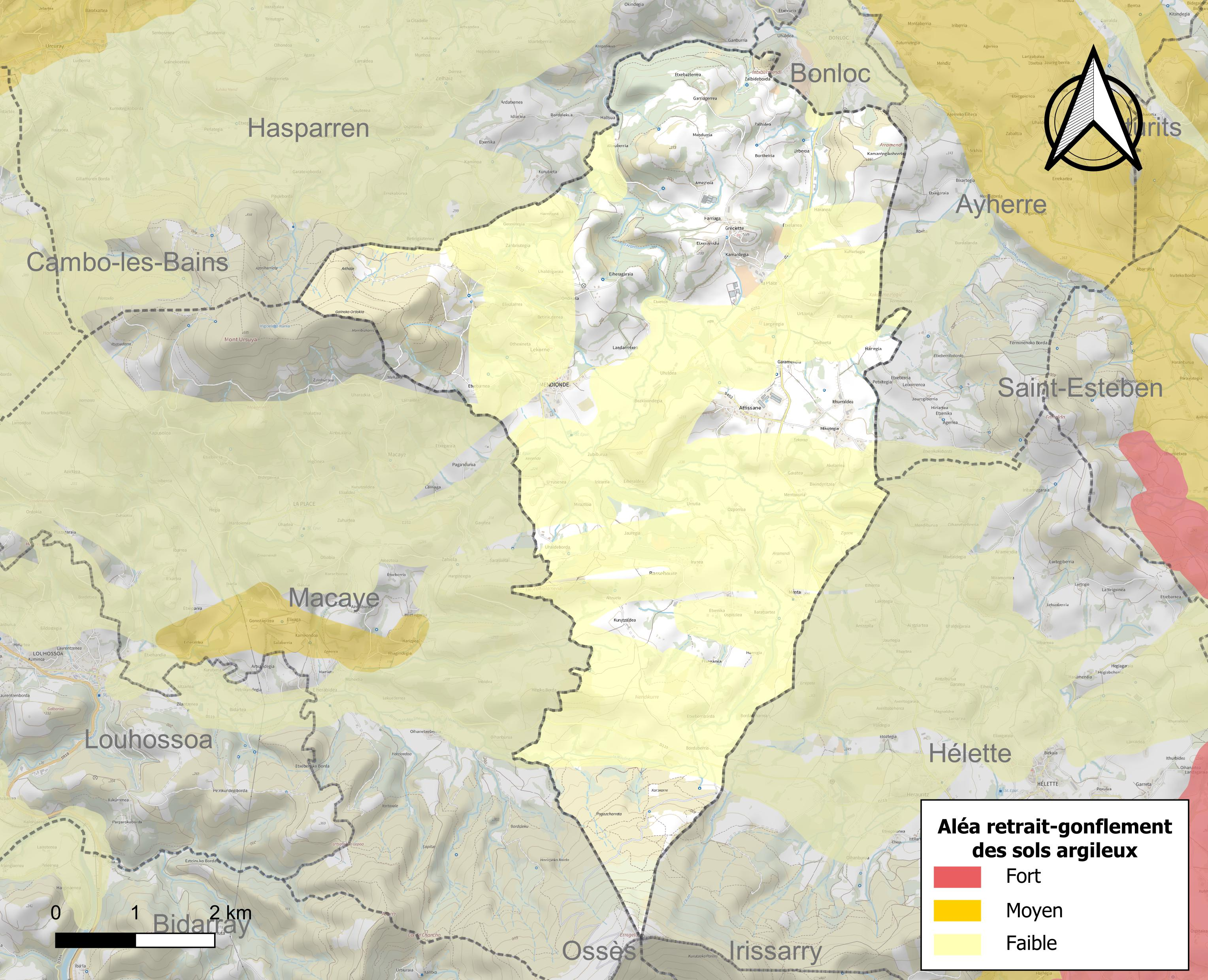
Carte des zones d'aléa retrait-gonflement des sols argileux de Mendionde.

Le retrait-gonflement des sols argileux est susceptible d'engendrer des dommages importants aux bâtiments en cas d’alternance de périodes de sécheresse et de pluie. Aucune partie du territoire de la commune n'est en aléa moyen ou fort (59 % au niveau départemental et 48,5 % au niveau national). Depuis le 1er octobre 2020, en application de la loi ELAN, différentes contraintes s'imposent aux vendeurs, maîtres d'ouvrages ou constructeurs de biens situés dans une zone classée en aléa moyen ou fort,.

## Toponymie

### Attestations anciennes
Le nom Mendionde du village apparaît sous les formes :
- Mendiondo (XIIIe siècle[12] dans la Collection Duchesne[47], renfermant les papiers d'Oihenart dans le volume CXIV),
- Mendihondo en moyen occitan (1304) et
- Sanctus-Cyprianus de Mendionde en latin vernaculaire (1766[12], dans les collations du diocèse de Bayonne[48]).

### Autres toponymes
Le toponyme Gréciette apparaît sous les formes Garro (1186, dans le cartulaire de Bayonne), Saint-Martin de Garro (1518, dans le chapitre de Bayonne) et Guerreciette (1755, dans les collations du diocèse de Bayonne).
Le toponyme Atissane apparaît sous la forme Attissane (1863, dans le Dictionnaire topographique Béarn-Pays basque).
Le toponyme Amestoy, lieu de pèlerinage situé sur la commune, est mentionné en 1863.
Le toponyme Jauréguia est mentionné sous la forme Jauregui (1693, collations du diocèse de Bayonne).

### Graphie basque
Son nom basque actuel est Lekorne,, nom du quartier où se trouve la mairie.

## Histoire
Le village a été au Moyen Âge l'enjeu entre le roi de Navarre et le roi d'Angleterre.

Paul Raymond note que les barons de Garro faisaient partie de la noblesse du Labourd.

Au XVIIe siècle, Mendionde et Gréciette, qui étaient alors des villages distincts, 23 maisons et 7 métairies appartenaient au seigneur de Garro.
En 1794, au plus fort de la Terreur, et à la suite de la désertion de quarante sept jeunes gens d'Itxassou, le Comité de salut public (arrêté du 13 ventôse an II - 3 mars 1794) fit arrêter et déporter une partie des habitants (hommes, femmes et enfants) d'Ainhoa, Ascain, Espelette, Itxassou, Sare et Souraïde, décrétées, comme les autres communes proches de la frontière espagnole, communes infâmes. Cette mesure fut étendue à Biriatou, Cambo, Larressore, Louhossoa, Mendionde et Macaye.
Les habitants furent « réunis dans diverses maisons nationales, soit dans le district d'Ustaritz, soit dans celles de la Grande Redoute, comme de Jean-Jacques Rousseau ». En réalité, ils furent regroupés dans les églises, puis déportés dans des conditions très précaires à Bayonne, Capbreton, Saint-Vincent-de-Tyrosse et à Ondres. Les départements où furent internés les habitants des communes citées furent le Lot, le Lot-et-Garonne, le Gers, les Landes, les Basses-Pyrénées (partie béarnaise) et les Hautes-Pyrénées.
Le retour des exilés et le recouvrement de leurs biens furent décidés par une série d'arrêtés pris le 29 septembre et le 1er octobre 1794, poussés dans ce sens par le directoire d'Ustaritz : « Les ci-devant communes de Sare, Itxassou, Ascain, Biriatou et Serres, dont les habitants internés il y a huit mois par mesure de sûreté générale, n'ont pas été cultivées. Les habitants qui viennent d'obtenir la liberté de se retirer dans leurs foyers, demandent à grands cris des subsistances sans qu'on puisse leur procurer les moyens de satisfaire à ce premier besoin de l'homme, la faim. ».
La récupération des biens ne se fit pas sans difficulté ; ceux-ci avaient été mis sous séquestre mais n'avaient pas été enregistrés et avaient été livrés au pillage : « Les biens, meubles et immeubles des habitants de Sare, n'ont été ni constatés ni légalement décrits ; tous nos meubles et effets mobiliers ont été enlevés et portés confusément dans les communes voisines. Au lieu de les déposer dans des lieux sûrs, on en a vendu une partie aux enchères, et une autre partie sans enchères. »

### Héraldique
|  | D'argent à la croix de gueules cantonnée de quatre loups passants de sable. Remarques La commune de Mendionde, mentionnée depuis le XIIe siècle sous le nom de Mendiondo, et Lekorryan, en 1304, est la réunion des anciennes paroisses de Mendionde et Gréciette. Les Garro étaient seigneurs de Mendionde et la commune porte les armes de cette ancienne famille. |

## Politique et administration
| Période                                  | Période  | Identité        | Étiquette | Qualité                  |
| ---------------------------------------- | -------- | --------------- | --------- | ------------------------ |
| avant 1956                               | ?        | Germain Lafitte | MRP       | Agriculteur-pépiniériste |
| 1989                                     | 1995     | Isabelle Faizon |           | Pépiniériste             |
| 1995                                     | 2008     | Léon Damestoy   | DVD       |                          |
| 2008                                     | 2020     | Lucien Betbeder |           |                          |
| 2020                                     | En cours | Hervé Damestoy  |           |                          |
| Les données manquantes sont à compléter. |          |                 |           |                          |

### Intercommunalité
Mendionde fait partie de sept structures intercommunales :
- la communauté d'agglomération du Pays Basque (CAPB) ;
- le SIVU de regroupement pédagogique de Mendionde - Macaye Gure Eskola ;
- le syndicat AEP Mendionde - Bonloc ;
- le syndicat d’assainissement Adour - Ursuïa ;
- le syndicat d’énergie des Pyrénées-Atlantiques (SDEPA);

Mendionde accueille le siège du SIVU Bai Gurea, du SIVU de regroupement pédagogique de Mendionde - Macaye Gure Eskola, ainsi que celui du syndicat AEP Mendionde - Bonloc.

## Population et société
Les habitants de Mendione sont appelés Lekondars,,.

### Démographie
L'évolution du nombre d'habitants est connue à travers les recensements de la population effectués dans la commune depuis 1793. Pour les communes de moins de 10 000 habitants, une enquête de recensement portant sur toute la population est réalisée tous les cinq ans, les populations de référence des années intermédiaires étant quant à elles estimées par interpolation ou extrapolation. Pour la commune, le premier recensement exhaustif entrant dans le cadre du nouveau dispositif a été réalisé en 2008.

En 2022, la commune comptait 849 habitants, en évolution de +0,59 % par rapport à 2016 (Pyrénées-Atlantiques : +3,78 %, France hors Mayotte : +2,11 %).
| 1793  | 1800  | 1806  | 1821  | 1831  | 1836  | 1841  | 1846  | 1851  |
| ----- | ----- | ----- | ----- | ----- | ----- | ----- | ----- | ----- |
| 1 513 | 1 352 | 1 482 | 1 547 | 1 579 | 1 681 | 1 625 | 1 639 | 1 537 |

| 1856  | 1861  | 1866  | 1872  | 1876  | 1881  | 1886  | 1891  | 1896  |
| ----- | ----- | ----- | ----- | ----- | ----- | ----- | ----- | ----- |
| 1 424 | 1 303 | 1 243 | 1 191 | 1 251 | 1 200 | 1 158 | 1 125 | 1 038 |

| 1901  | 1906  | 1911  | 1921 | 1926 | 1931 | 1936 | 1946 | 1954 |
| ----- | ----- | ----- | ---- | ---- | ---- | ---- | ---- | ---- |
| 1 040 | 1 028 | 1 066 | 921  | 887  | 834  | 865  | 831  | 772  |

| 1962 | 1968 | 1975 | 1982 | 1990 | 1999 | 2006 | 2008 | 2013 |
| ---- | ---- | ---- | ---- | ---- | ---- | ---- | ---- | ---- |
| 749  | 732  | 744  | 723  | 720  | 707  | 779  | 799  | 845  |

| 2018 | 2022 | - | - | - | - | - | - | - |
| ---- | ---- | - | - | - | - | - | - | - |
| 845  | 849  | - | - | - | - | - | - | - |

## Économie
L'activité est principalement agricole. La commune fait partie de la zone d'appellation de l'ossau-iraty.

## Culture locale et patrimoine

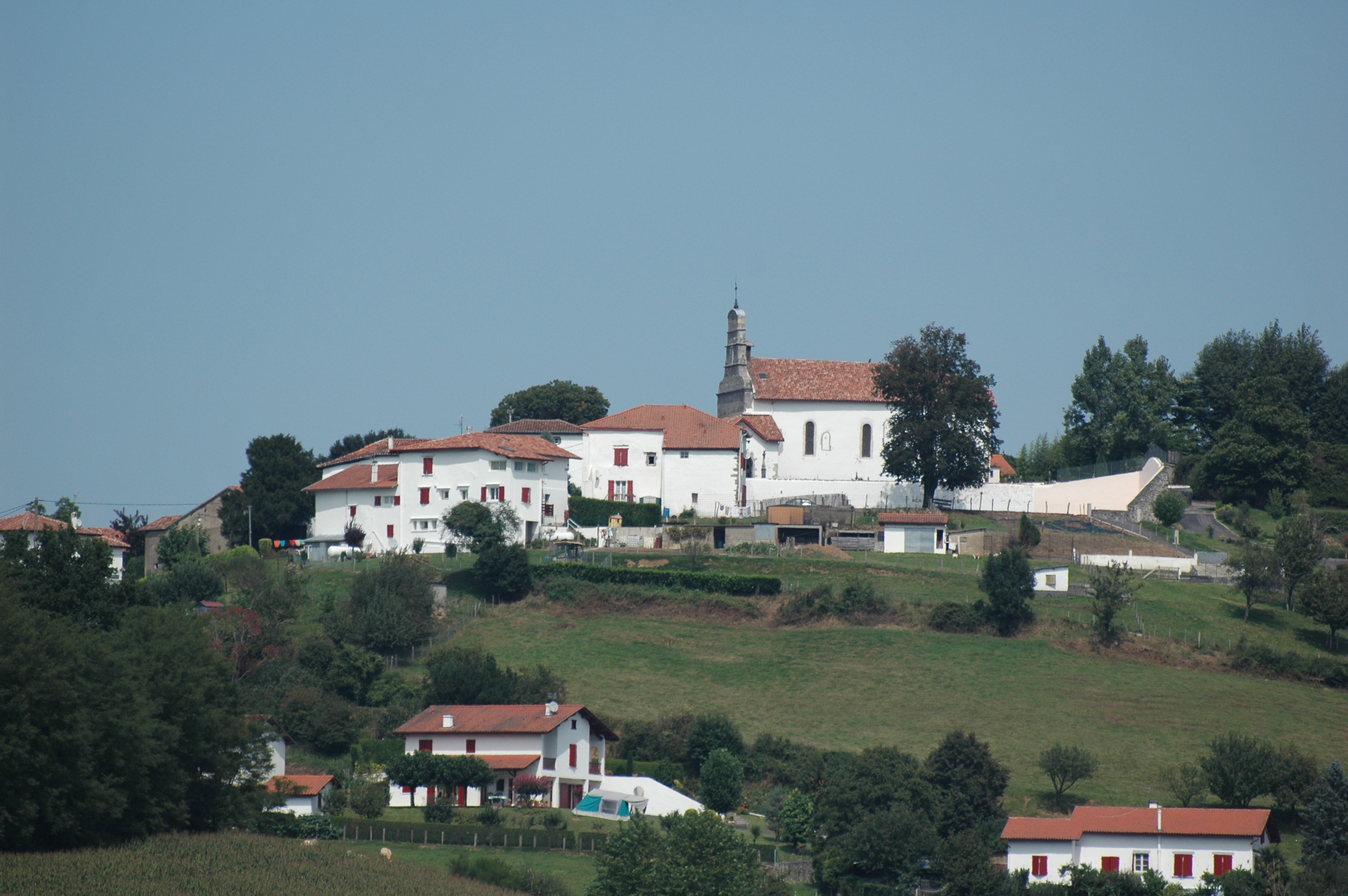
Le quartier de Gréciette autour de son église.
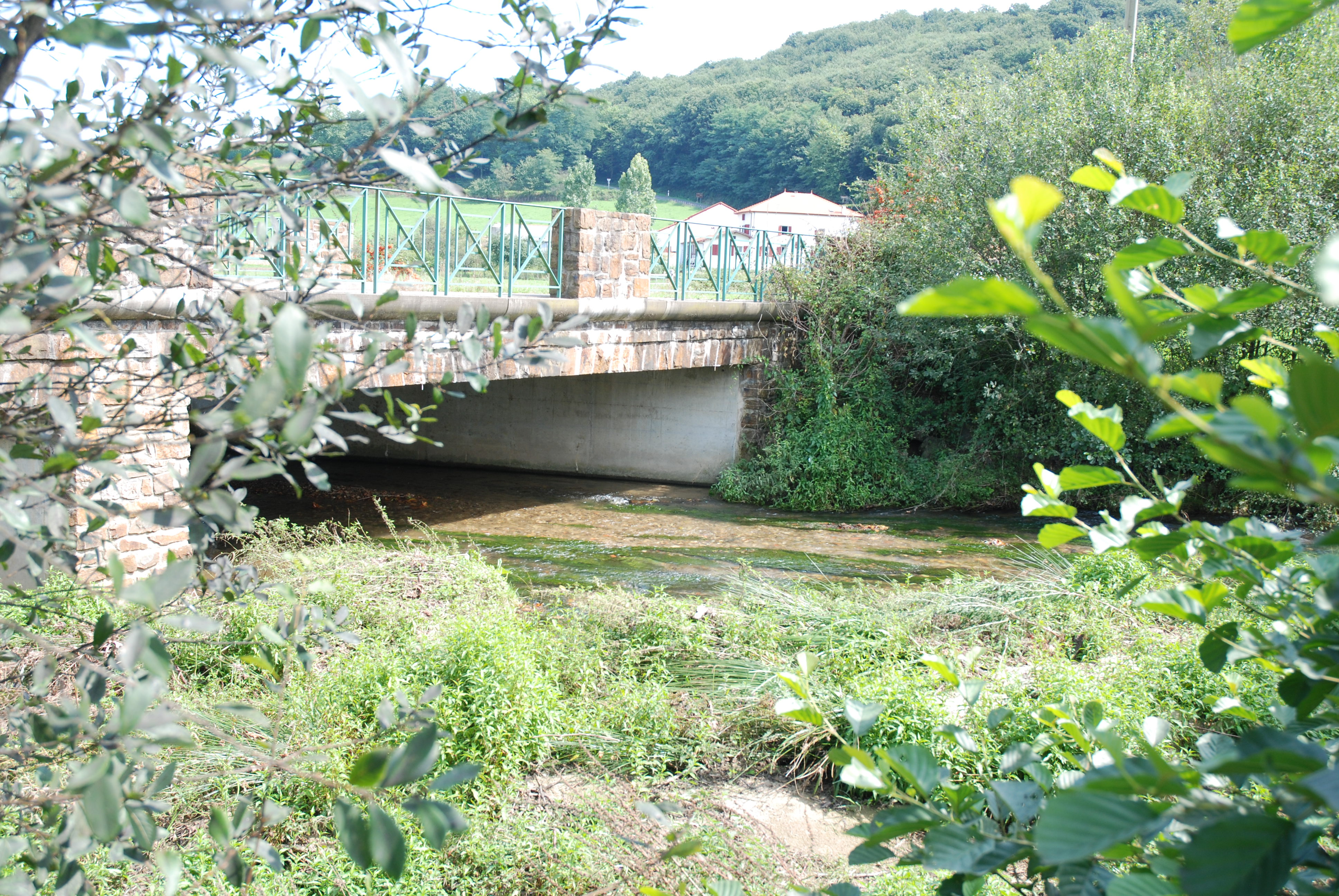
La Joyeuse.
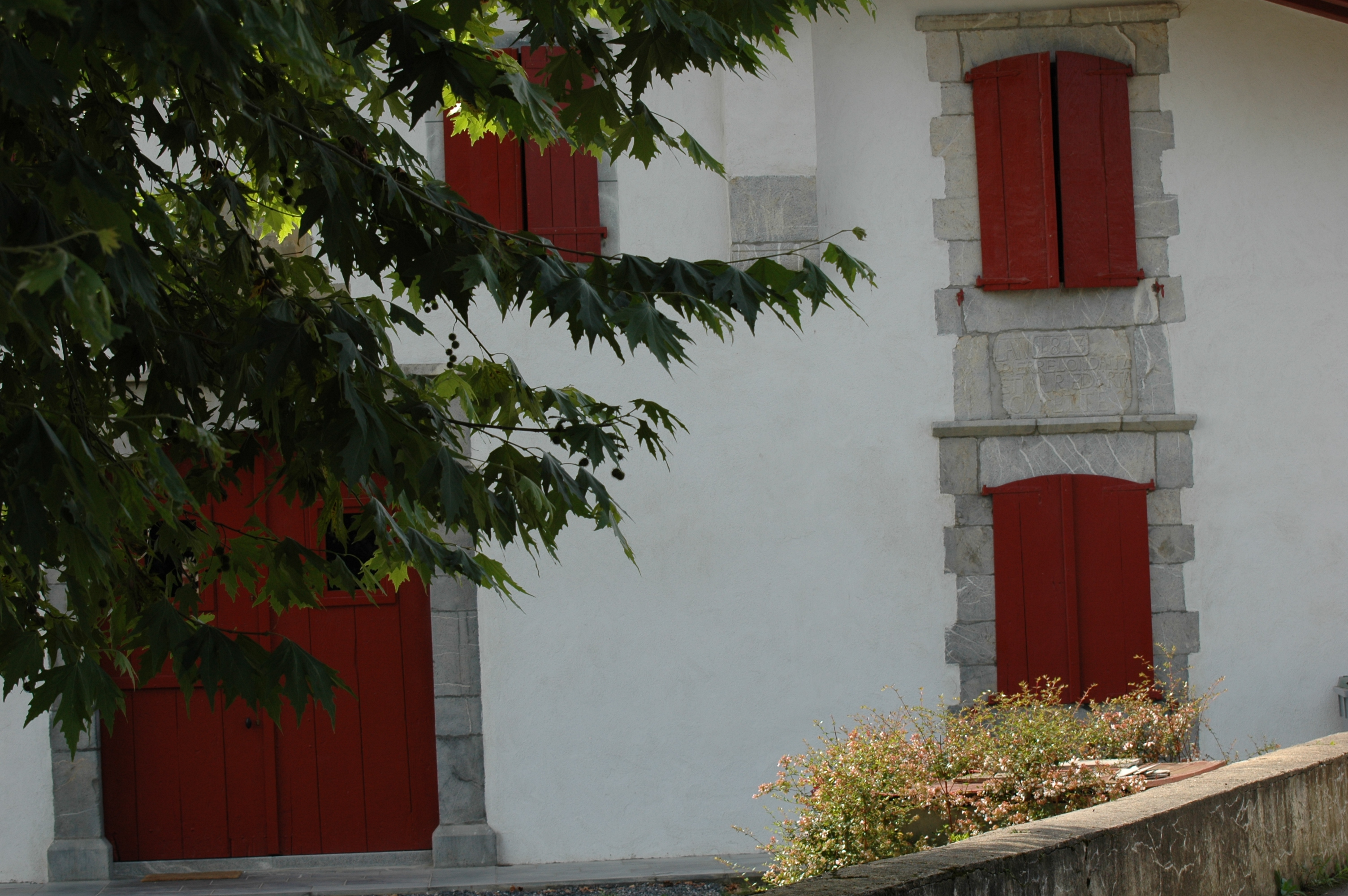
Fenêtre-bouteille à Gréciette.
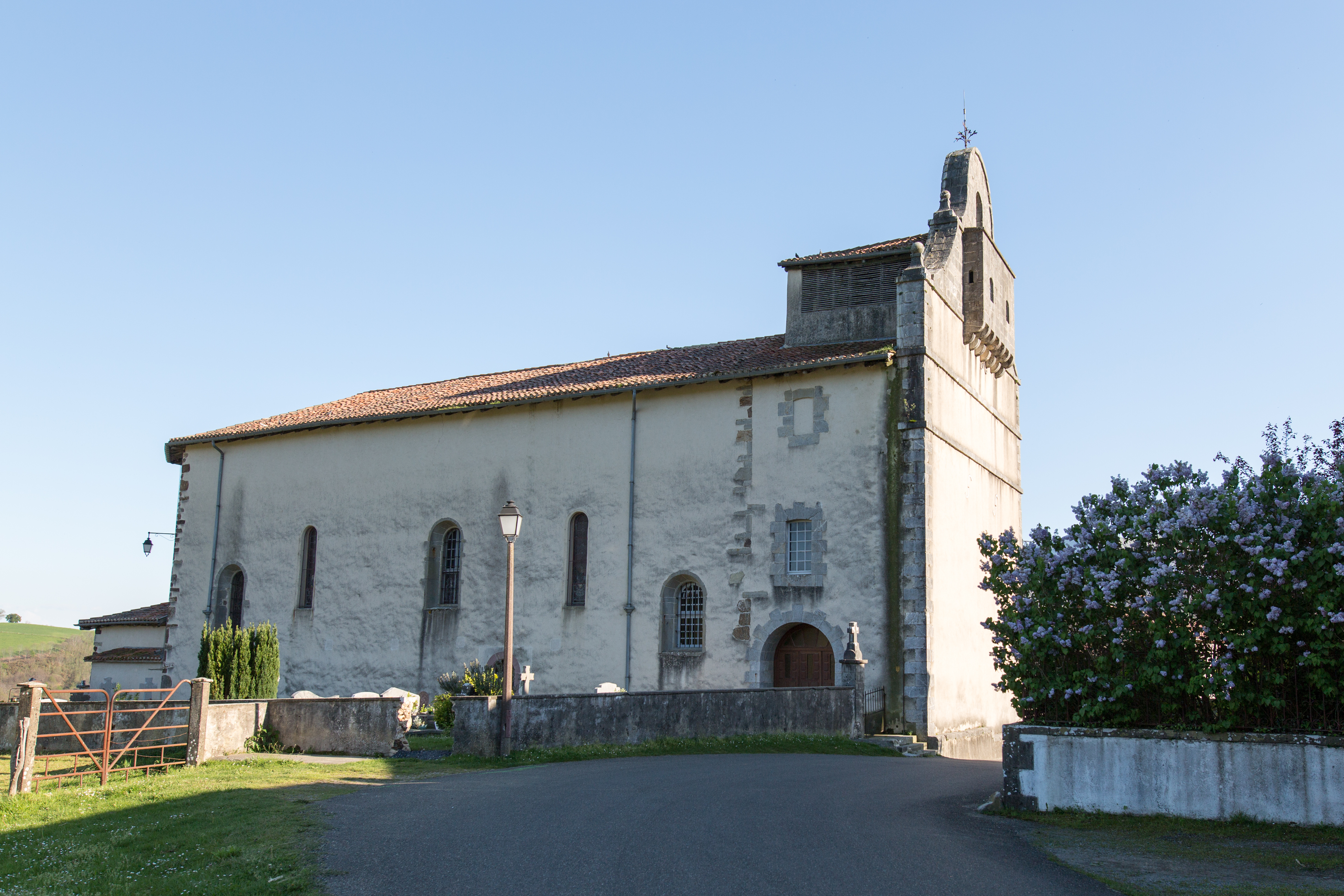
Lekorne, l'église du XVe siècle.
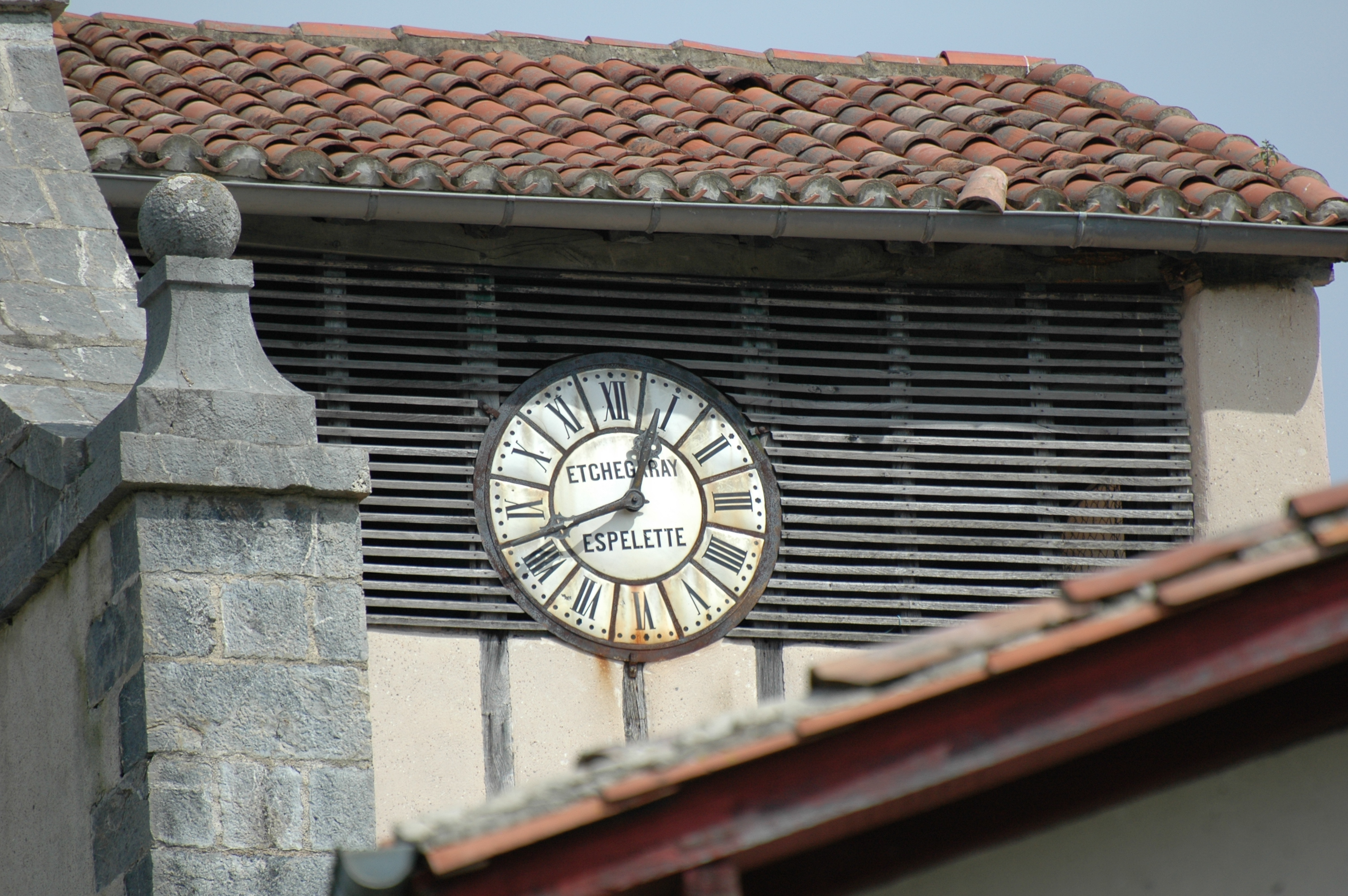
Lekorne, l'horloge de l'église, fabriquée à Espelette.
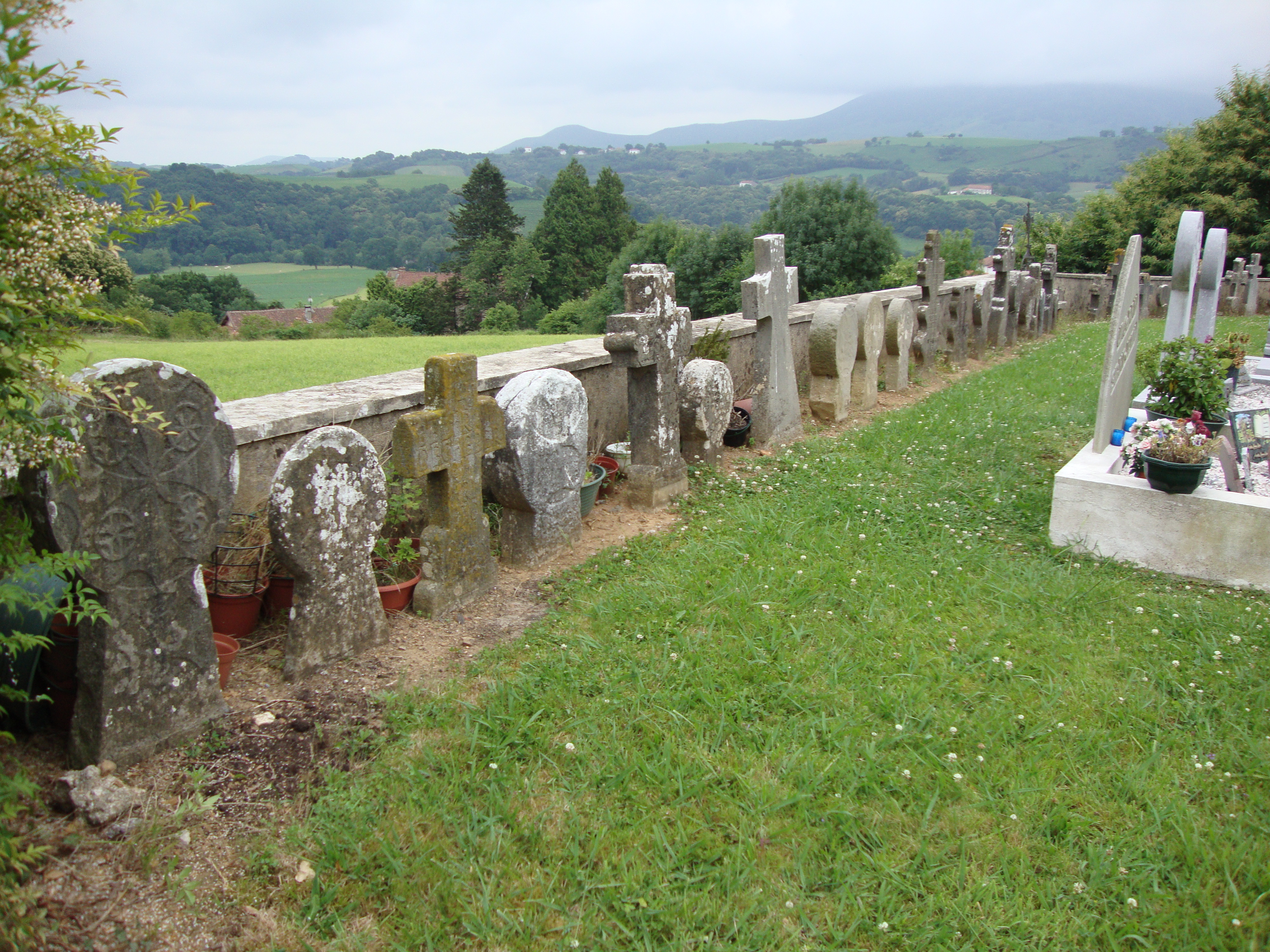
Lekorne, alignement de vieilles stèles au cimetière.
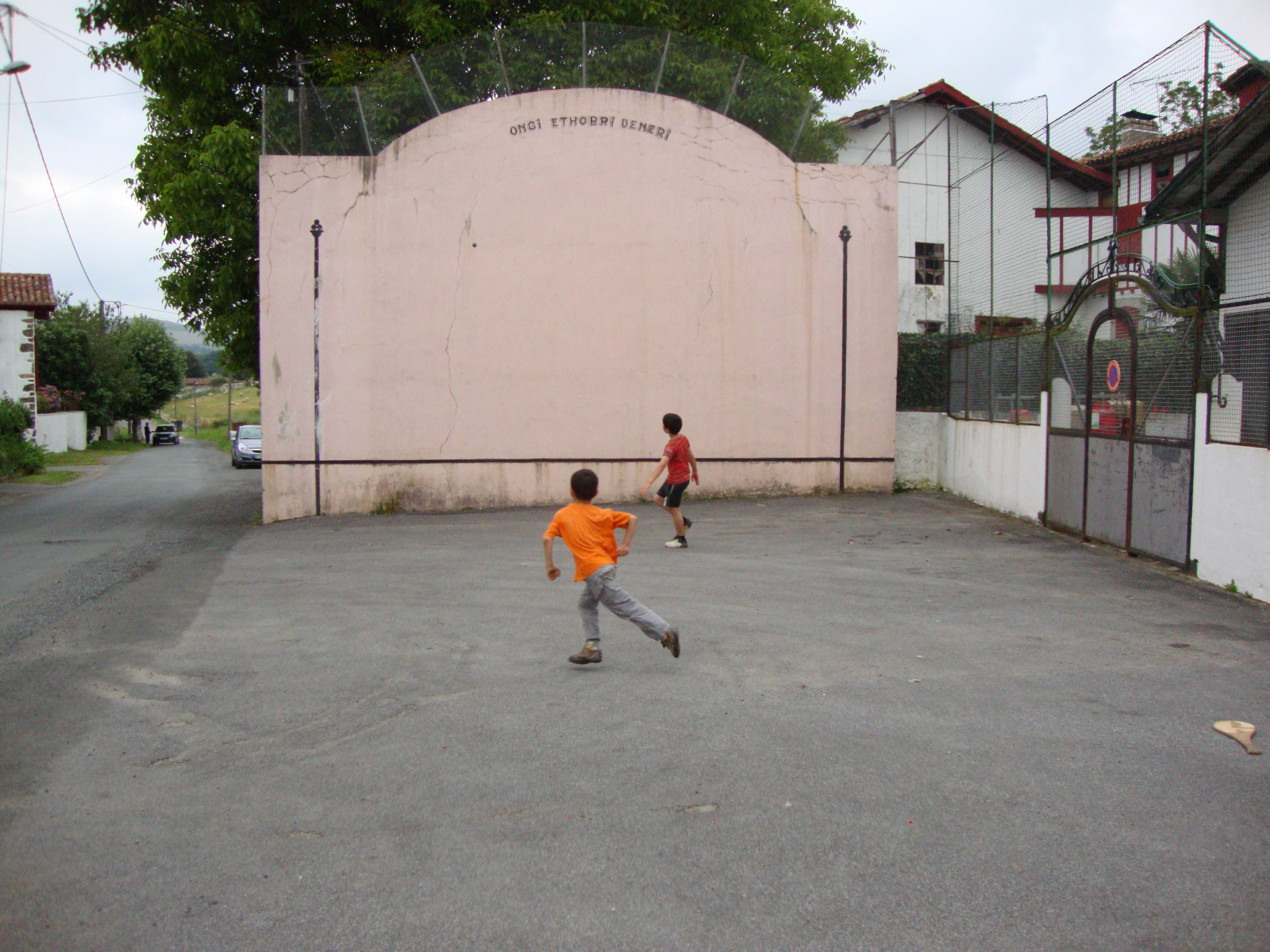
Quartier Attissane, fronton ; enfants jouant à main nue.

### Langues
D'après la Carte des Sept Provinces Basques éditée en 1863 par le prince Louis-Lucien Bonaparte, le dialecte basque parlé à Mendionde est le bas-navarrais occidental.

### Patrimoine civil
- Le gaztelu zahar (nom donné dans le Pays basque aux places fortes protohistoriques) de Zihorri, entre Mendionde et Hélette, est situé sur une hauteur à 267 m.
- Le château de Garro.

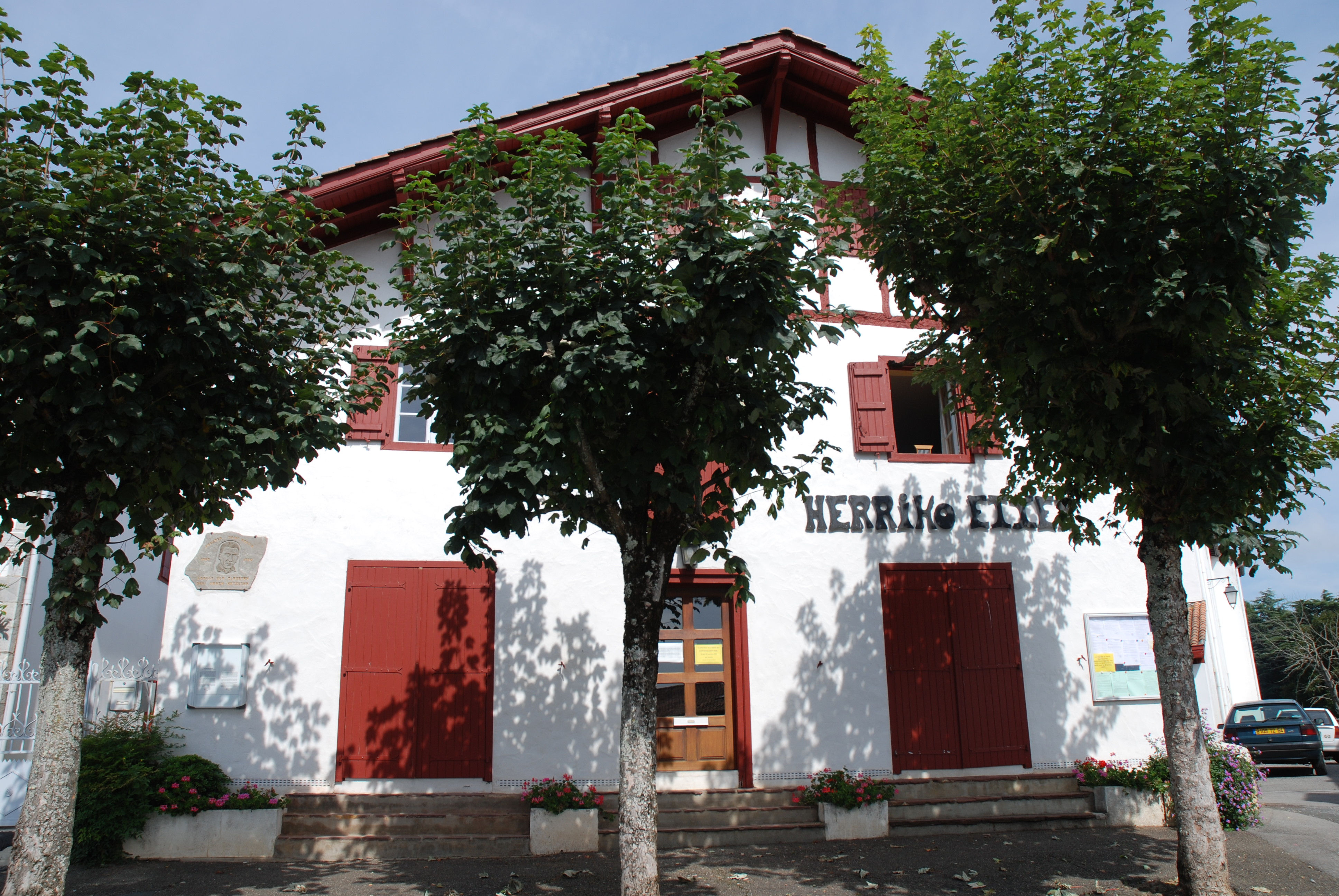
La mairie, quartier Lekorne.
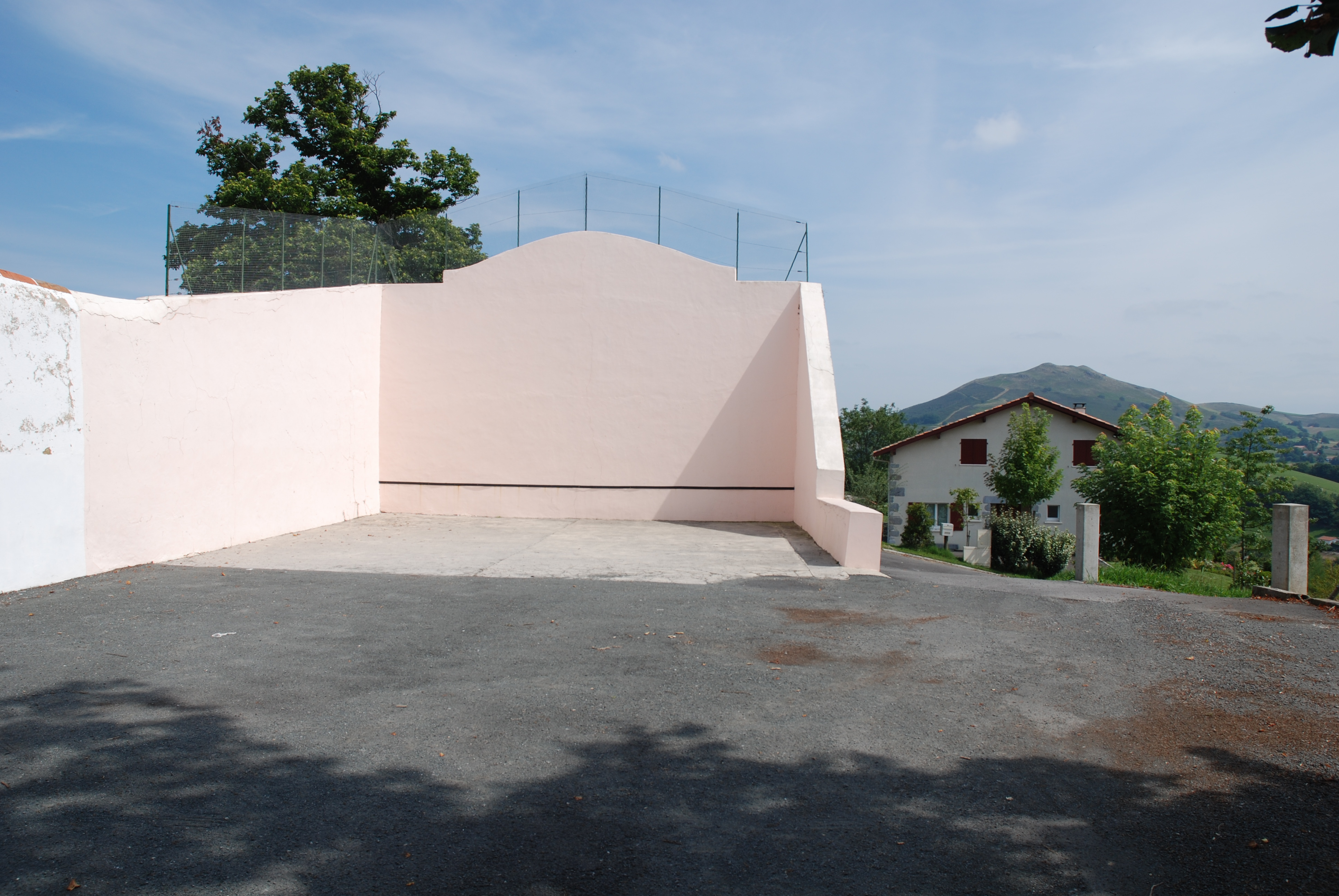
Fronton de pelote basque, place libre de Gréciette.
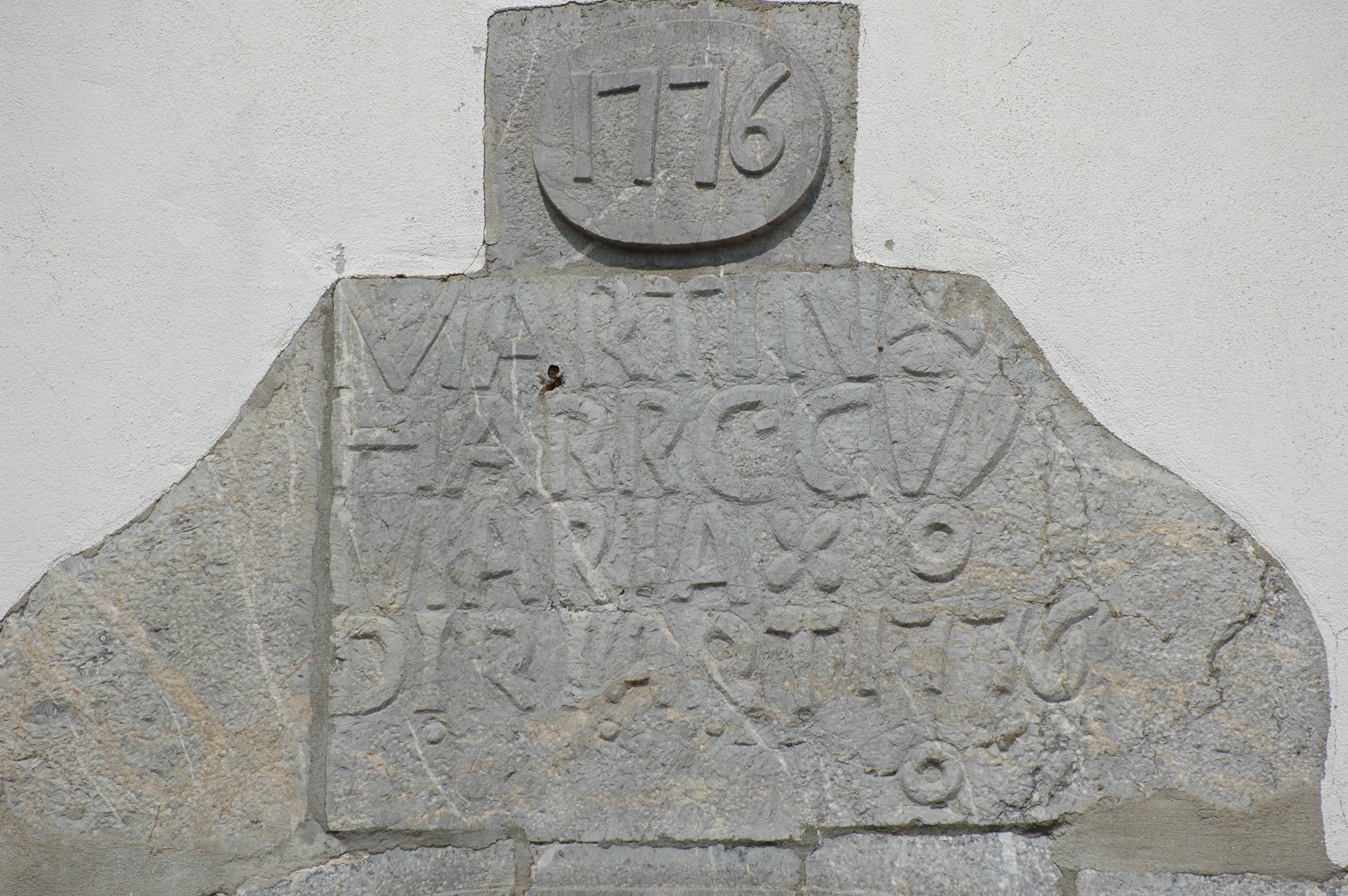
Linteau sculpté, à Gréciette.

### Patrimoine religieux
- L'église Saint-Cyprien[66] est inscrite aux monuments historiques depuis 1925. Elle recèle des retables, des statues, des tableaux et des lambris de revêtement inventoriés[67] par le ministère de la Culture.
- Stèles discoïdales du cimetière du quartier Lekorne :

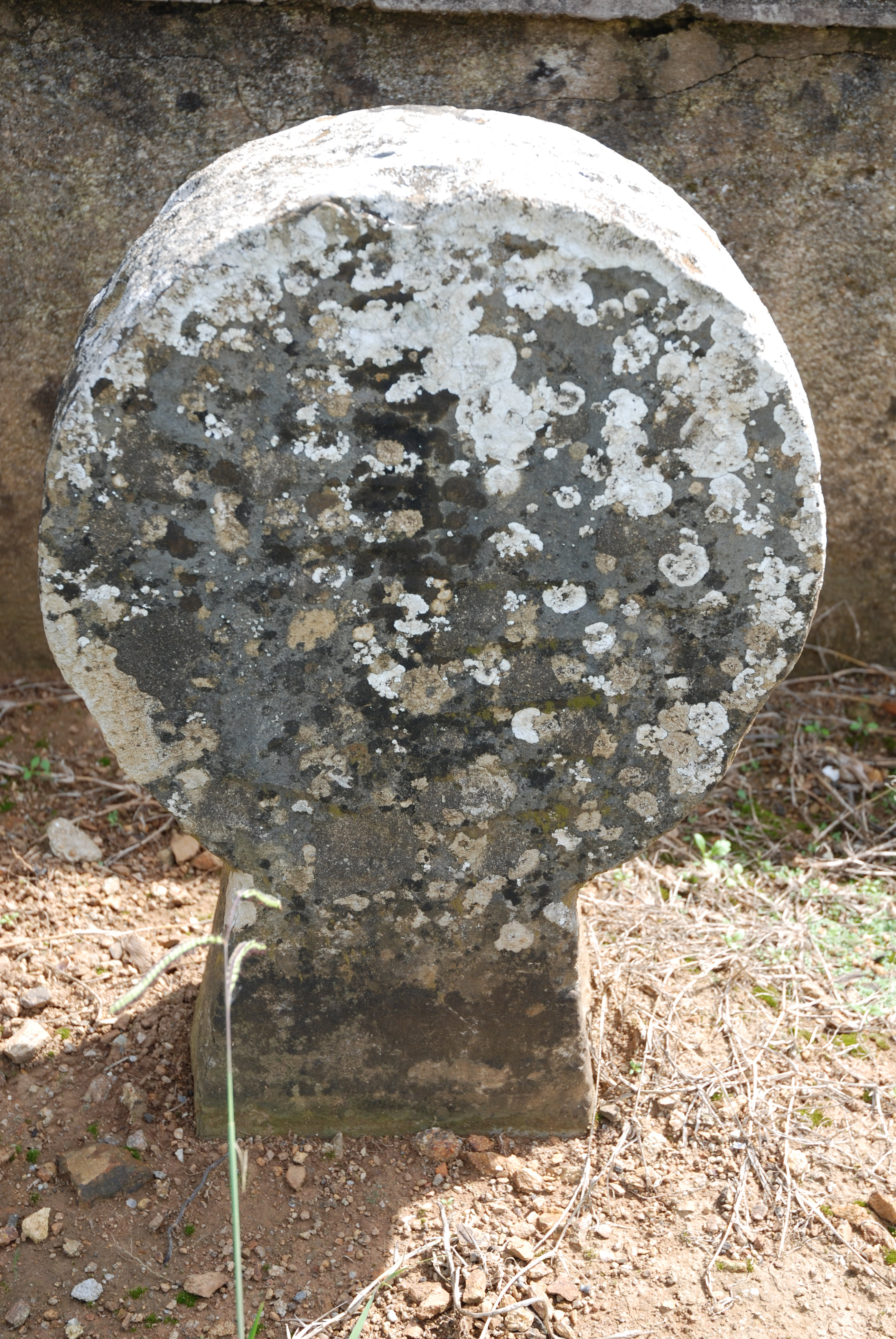
Stèle discoïdale du cimetière de Lekorne
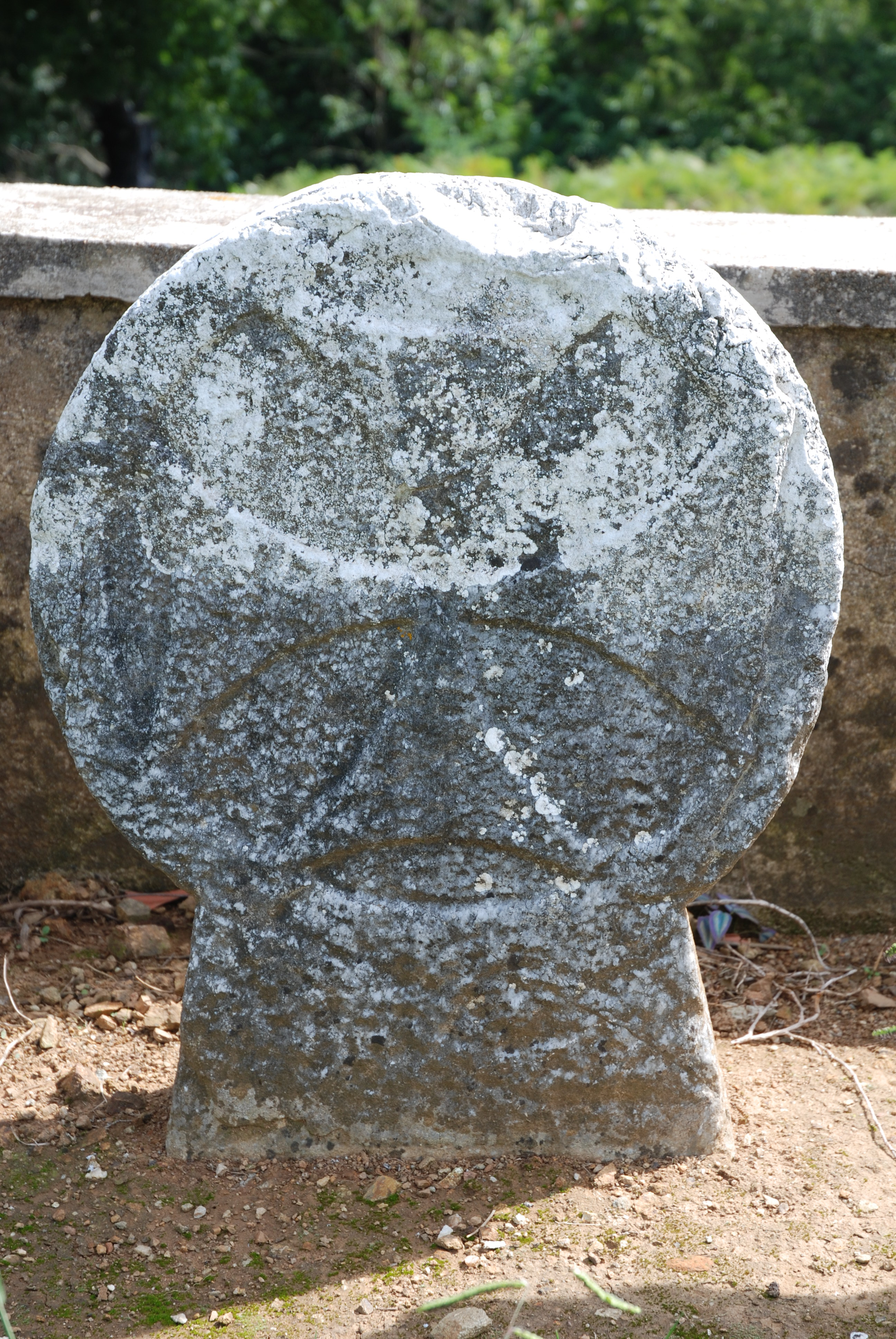
Stèle discoïdale du cimetière de Lekorne
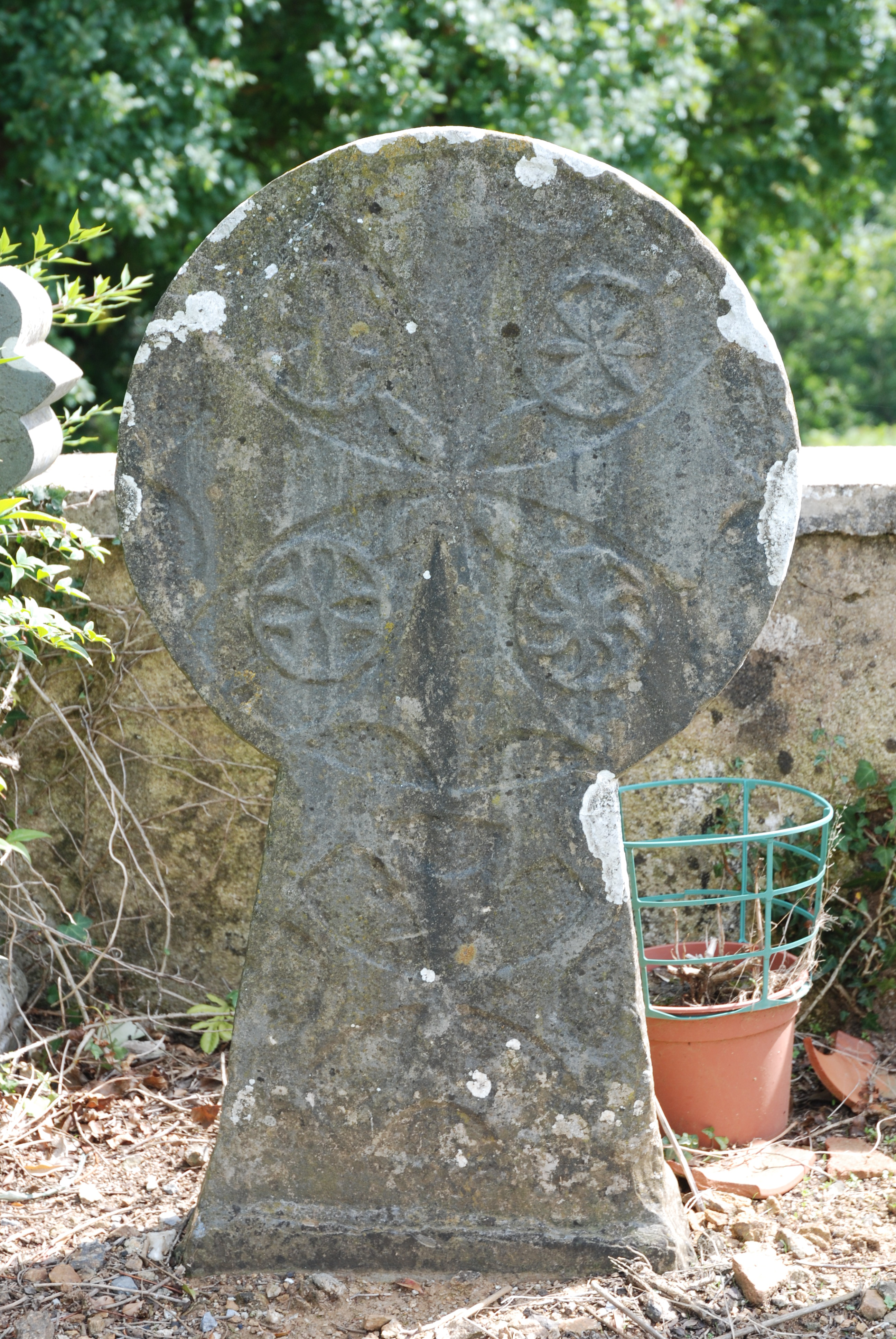
Stèle discoïdale du cimetière de Lekorne

- Stèles discoïdales du cimetière du quartier Gréciette :

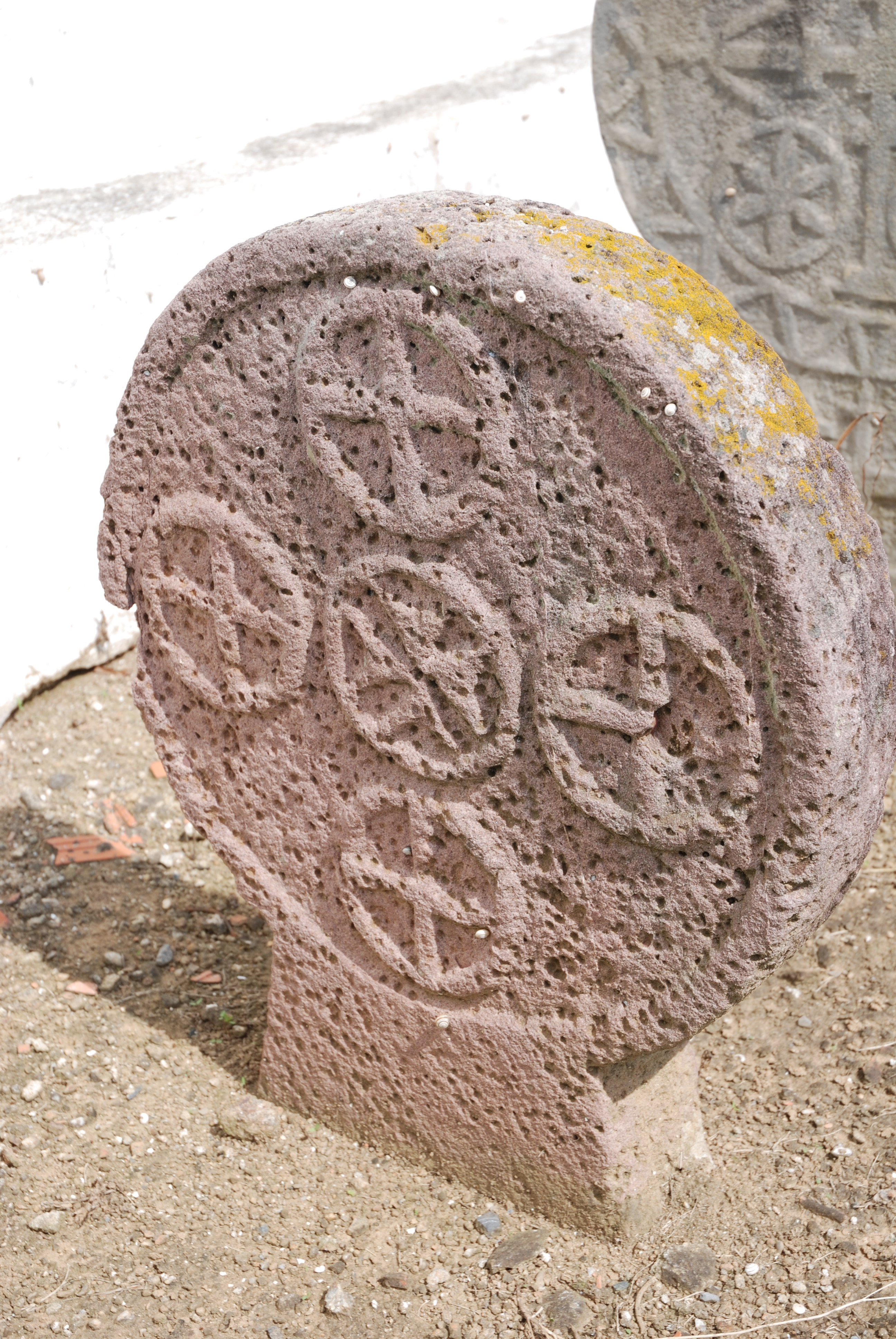
Stèle discoïdale du cimetière de Gréciette
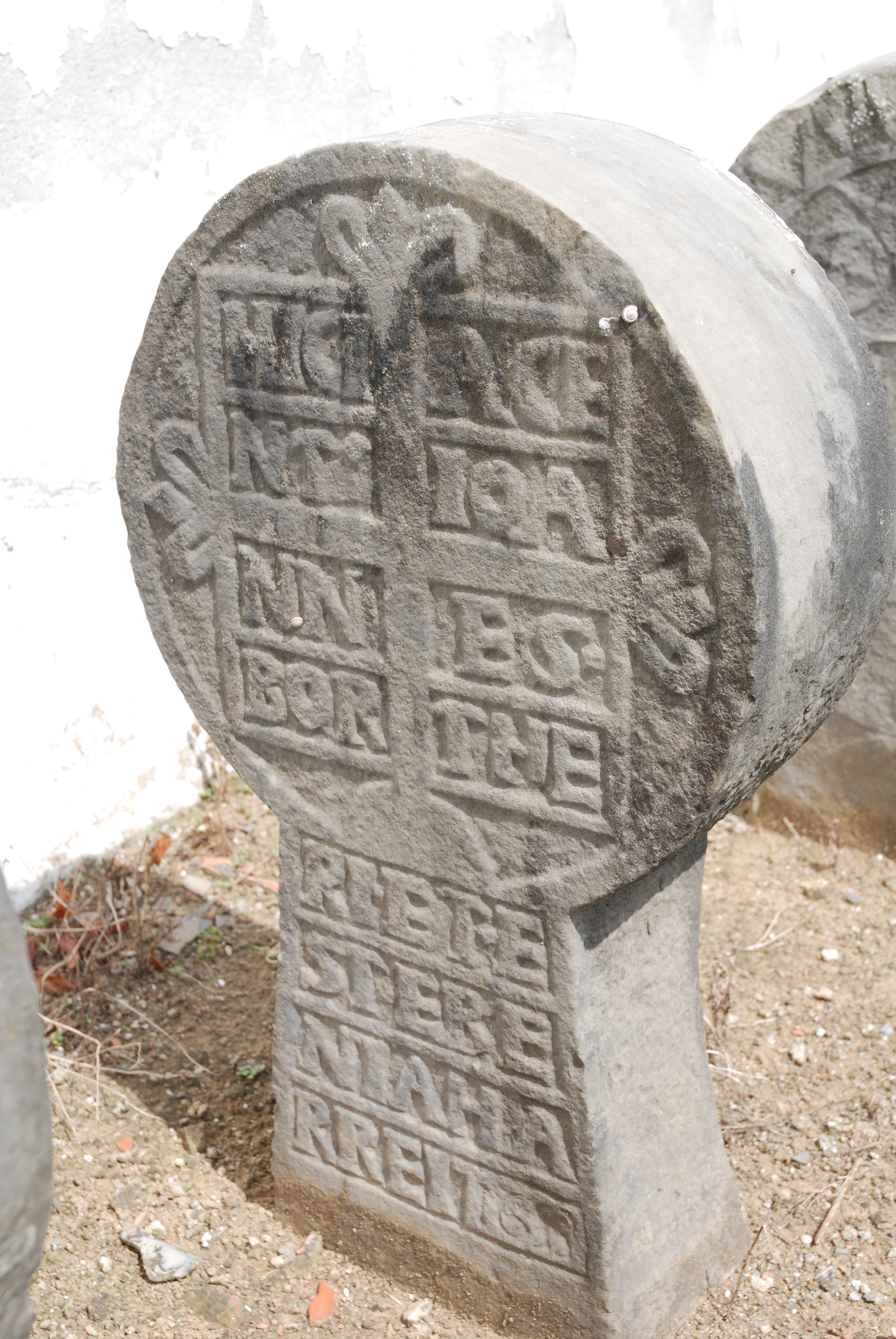
Stèle discoïdale du cimetière de Gréciette
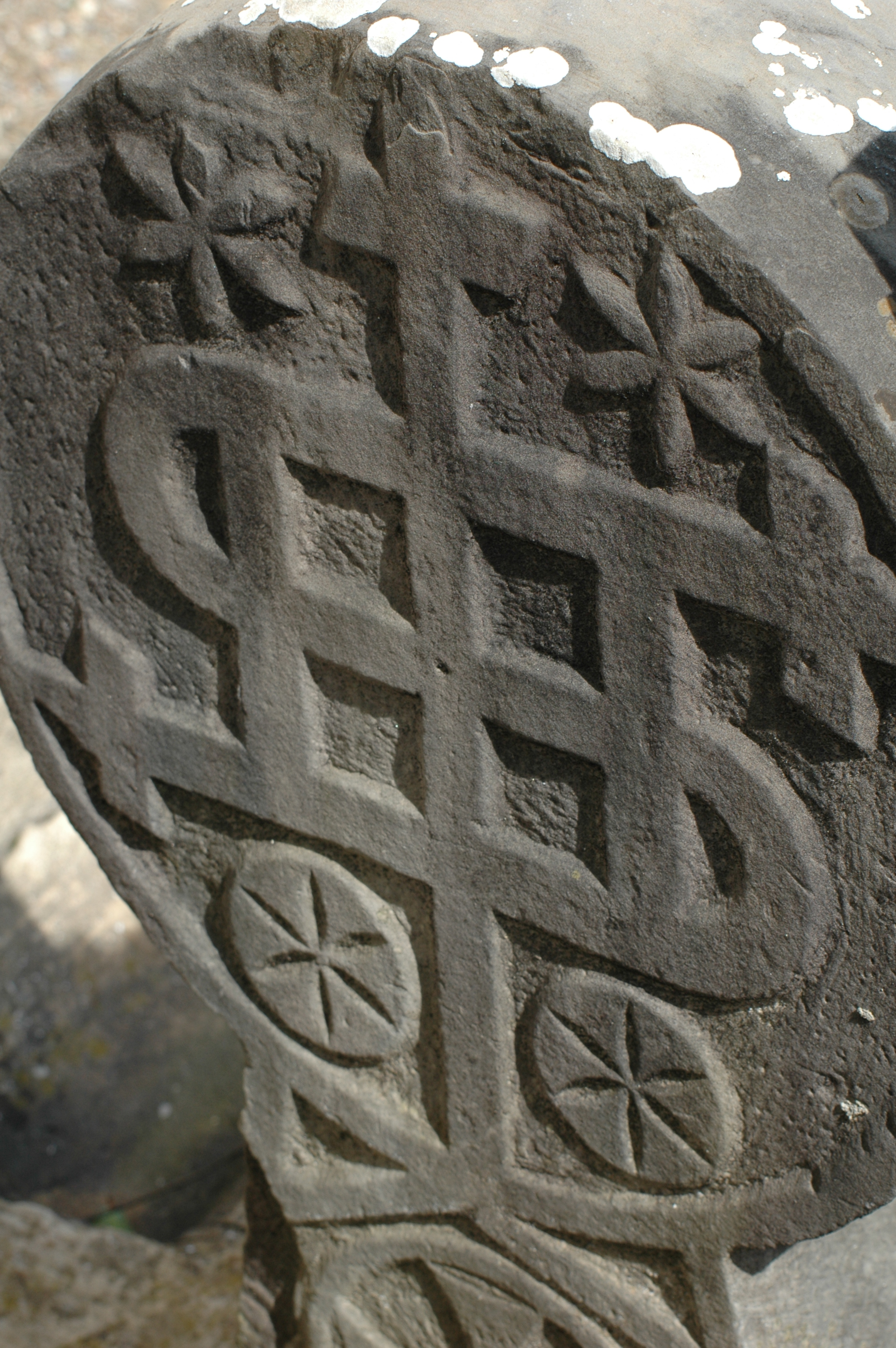
Stèle discoïdale du cimetière de Gréciette

- L'église du XVe siècle, dans le quartier Lekorne, avec son clocher-pignon, possède des fresques du XXe siècle illustrant les quatre saisons :

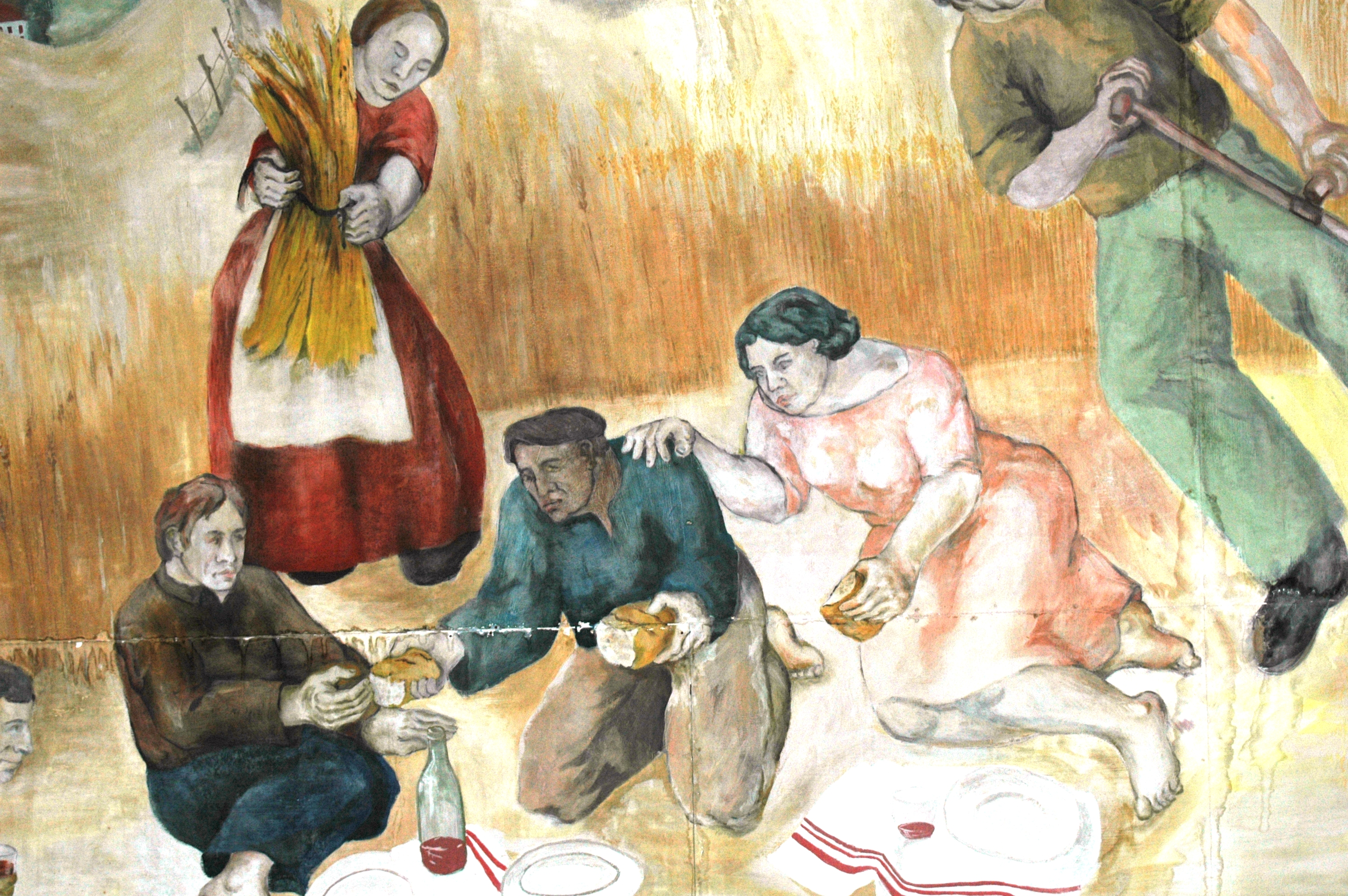
Fresque illustrant les travaux des champs des fermiers au printemps et les moissons de l’été, dans l'église de Lekorne
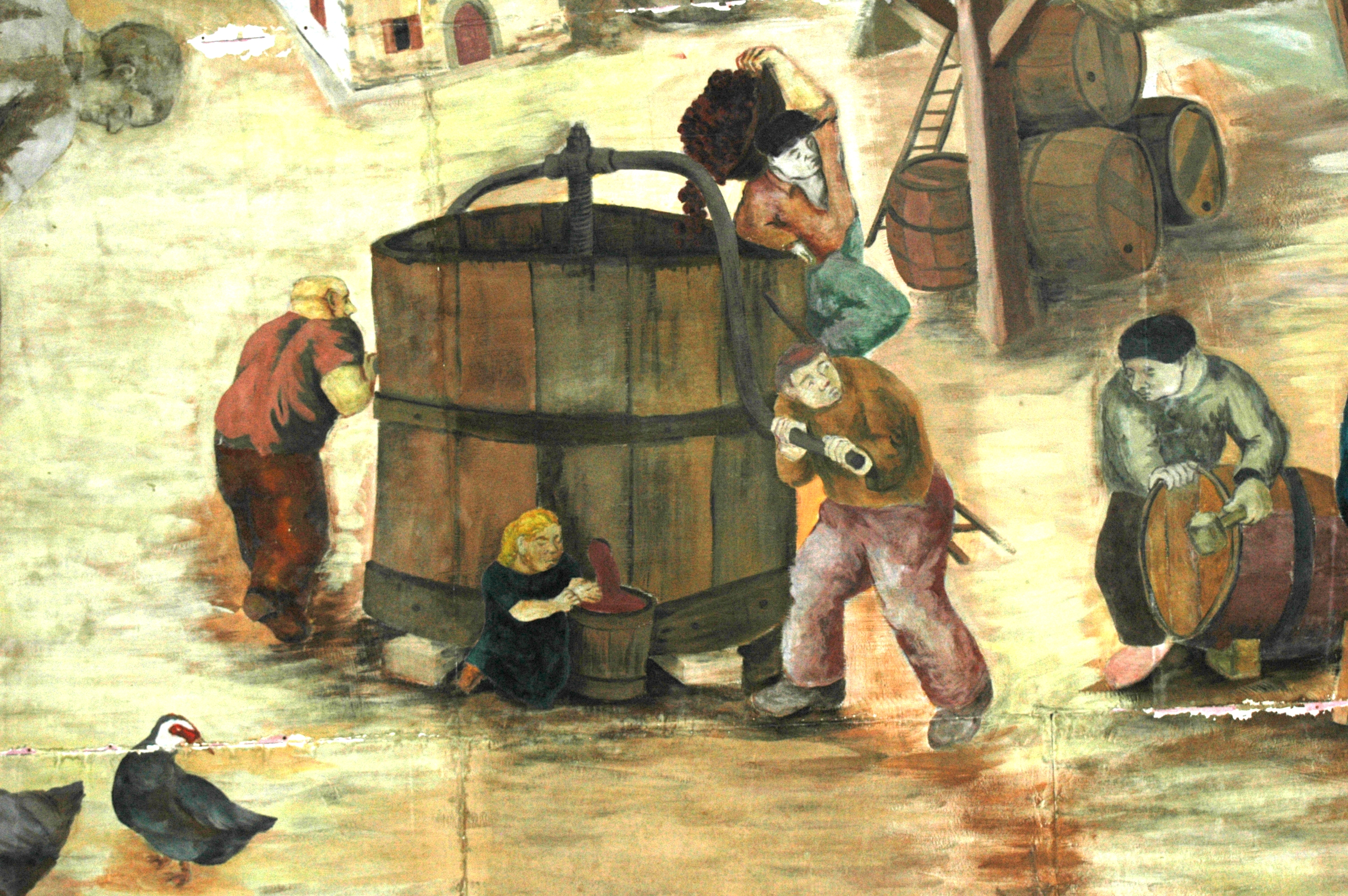
Fresque illustrant les vendanges au début de l’automne, dans l'église de Lekorne
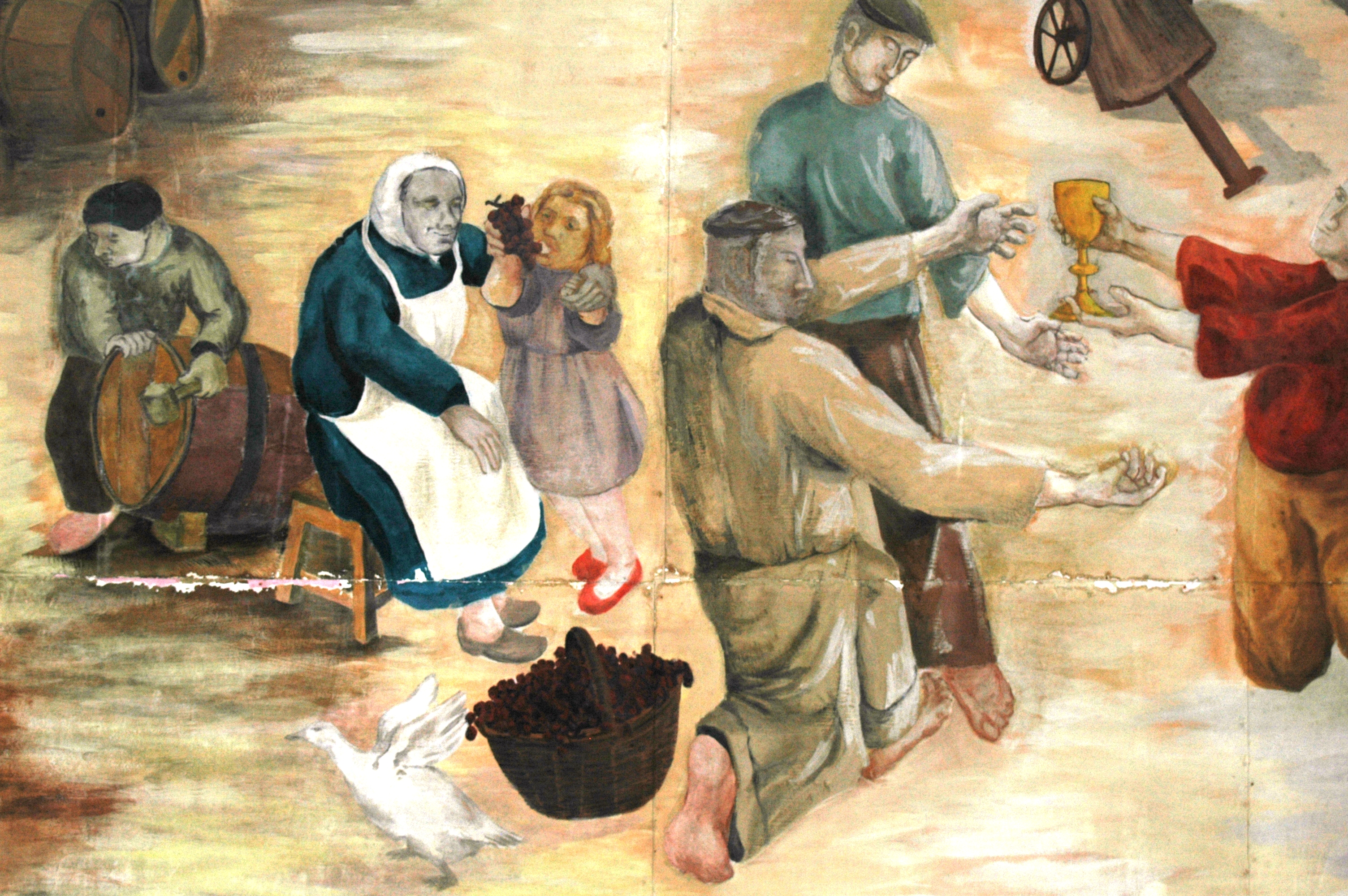
Fresque illustrant la subsistance dans la ferme en fin d'automne, dans l'église de Lekorne
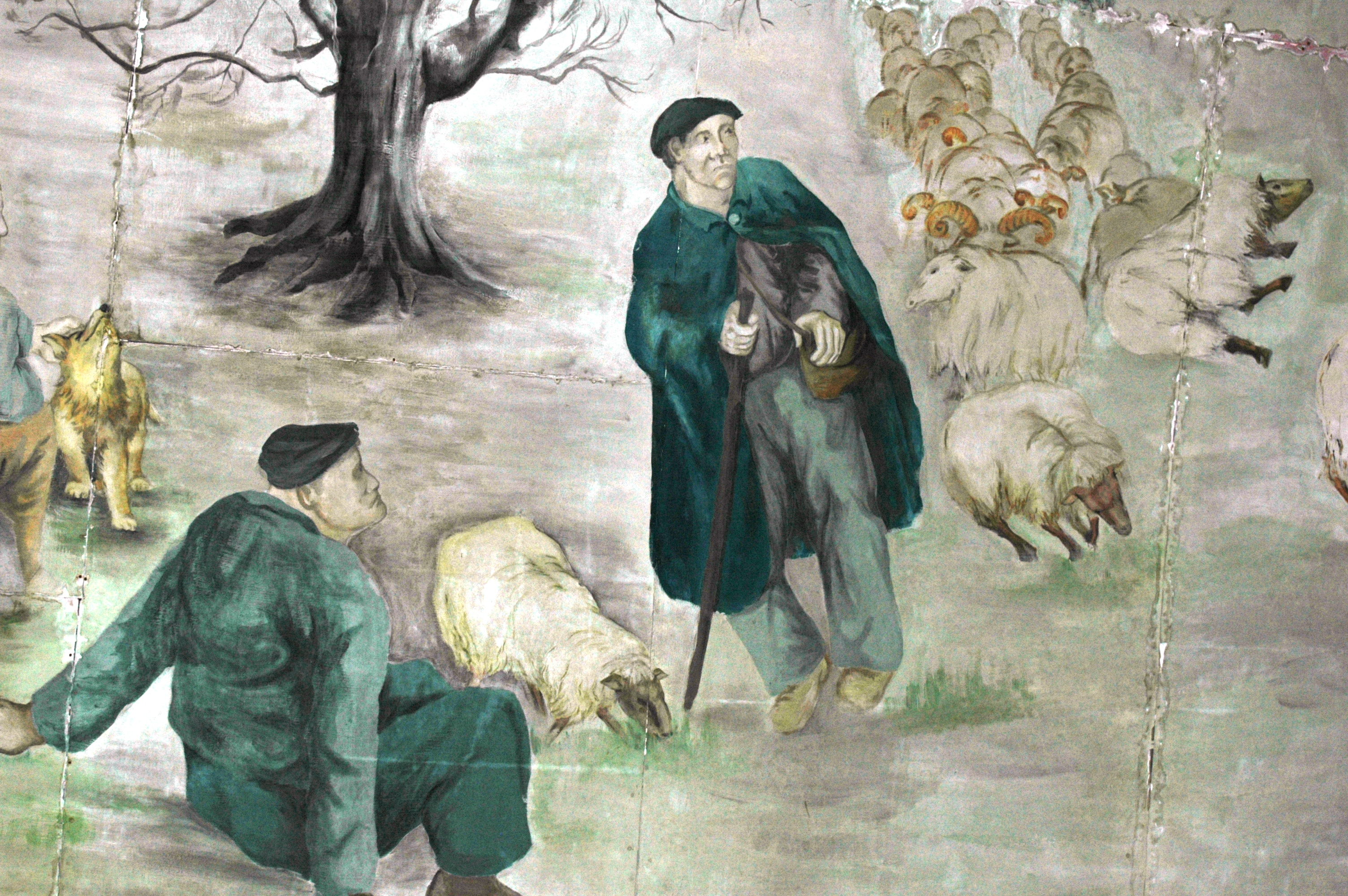
Fresque illustrant les difficultés de vie pour les troupeaux et les bergers en fin d'hiver, dans l'église de Lekorne

## Équipements

### Enseignement
La commune dispose d'une école élémentaire publique bilingue (basque/français) qui est en Regroupement Pédagogique Intercommunal (RPI) avec l'école voisine de Macaye ainsi que d'une école immersive en langue basque : Baigura Ikastola.

### Loisirs
La base de loisir du Baïgura (géré par la Communauté d'Agglomération du Pays Basque) organise la pratique du parapente sur le versant nord du mont Baïgura. Elle est située sur un petit col (298 m), sur le territoire de la commune de Mendionde, entre Hélette et Louhossoa.

## Personnalités liées à la commune
Jean-Baptiste Martin d'Artaguiette d'Iron, baron d'Aguerre d'Hélette, marquis de La Mothe-Saint-Héray (Deux-Sèvres), né en 1682 dans la maison Iron et décédé à Paris en 1748, est commissaire des guerres en Louisiane, receveur général des finances de la généralité d'Auch, et un des plus riches financiers de la capitale en 1748. Il fut également directeur de la Compagnie des Indes. Décédé dans son hôtel particulier rue de Richelieu, paroisse Saint-Eustache, inhumé dans l'église des Petits-Pères. Il teste le 9 février 1748 chez Me Brochant notaire au Châtelet. Avec ses frères Bernard et Pierre il est considéré comme le fondateur de la ville de Baton Rouge ;
Pierre d’Artaguiette d'Itouralde, né en 1698 à Mendionde et mort en 1736 à la bataille d'Ackia (Louisiane française), est une officier de l'armée française et gouverneur de la Haute Louisiane française (Pays des Illinois) au fort de Chartres. Il est le frère de Jean-Baptiste Martin et de Bernard. Avec ses frères, il est considéré le fondateur de la ville de Baton Rouge ;
Bernard d'Artaguiette d'Iron, né en 1696 à Mendionde et mort à Léogâne, est une officier de l'armée française, lieutenant du roi et inspecteur général pour la Louisiane française. Avec ses frères, il est considéré comme le fondateur de la ville de Baton Rouge ;
Prosper Saint-Martin, né en 1909 à Mendionde, devient champion de France de pelote basque en 1939 ;
Rudy Hirigoyen, né en 1919 à Mendionde et décédé en 2000 à Paris, est un chanteur lyrique français.